# Нелюб, Владимир Александрович
Владимир Александрович Нелюб (родился 28 июля 1983 года в Москве) — российский ученый, менеджер в области науки, проректор по научной работе Дальневосточного федерального университета, доктор технических наук.

## Биография

### Образование
Окончил МГТУ имени Н. Э. Баумана в 2006 году (факультет робототехники и комплексной автоматизации, специальность «Динамика и прочность машин»), в 2009 году окончил с отличием аспирантуру Института машиноведения имени А. А. Благонравова РАН. В 2016 году под руководством академика РАН А.А. Берлина защитил кандидатскую диссертацию «Высокопрочные углепластики на эпоксидной матрице с регулируемым адгезионным взаимодействием»). С 2021 года — доктор технических наук. Нелюб является автором более 300 научных работ (в т.ч. Q1, Q2), среди которых 6 книг и 1 монография.

### Профессиональная деятельность
С 2004 по 2007 годы Нелюб возглавлял научно-технический центр «Расчётные технологии», с 2006 по 2010 годы работал в Национальном институте авиационных технологий в должности советника генерального директора. С 2010 по 2011 годы — заместитель генерального директора ОАО «Московский машиностроительный экспериментальный завод – композиционные технологии». С 2011 года работает в МГТУ имени Н. Э. Баумана в должности директора инжинирингового научно-образовательного центра «Новые материалы, композиты и нанотехнологии». В 2015 году стал директором МИЦ «Композиты России» МГТУ им Баумана (ранее — инжинирингового научно-образовательного центра «Новые материалы, композиты и нанотехнологии», в котором был также директором). 
С июля 2023 года занимал должность проректора по научной работе в Санкт-Петербургском политехническом университете Петра Великого (СПбПУ). 
С марта 2024 года вступил в должность проректора по научной работе ДВФУ. 

## Патенты[7]
- Макропористые сорбенты для удаления цианобактерий из водной среды[8]
- Термостойкий полимерный композиционный материал на основе силоксанового каучука и способ его получения[9]
- Гемо- плазмо- сорбент, способы его изготовления (варианты) и применения[10]
- Каркас конструкции антенного рефлектора из полимерного композиционного материала[11]
- Способ получения наномодифицированного термопласта[12]
- Длинномерный силовой конструкционный элемент типа строительной балки из полимерного композиционного материала[13]
- Многослойное покрытие тонкостенной оболочки из полимерного композиционного материала космического антенного рефлектора[14]
- Установка для исследования кинетики пропитки волокнистых наполнителей полимерными связующими[15]
- Длинномерный силовой конструкционный элемент типа вертикальной колонны из композиционного материала[16]
- Эпоксидное связующее для полимерных композиционных материалов[17]
- Способ изготовления деталей машин с получением субмикро- и наноструктурированного состояния диффузионного приповерхностного слоя при азотировании[18]
- Способ получения наномодифицированного связующего[19]
- Способ азотирования деталей машин с получением наноструктурированного приповерхностного слоя и состав слоя[20]
- Устройство оптической идентификации измерительных каналов системы встроенного неразрушающего контроля на основе волоконно-оптических брэгговских датчиков[21]
- Устройство для изготовления образцов из литьевых отверждающихся смол[22]
- Способ приготовления наносуспензии для изготовления полимерного нанокомпозита[23]